# 大廳

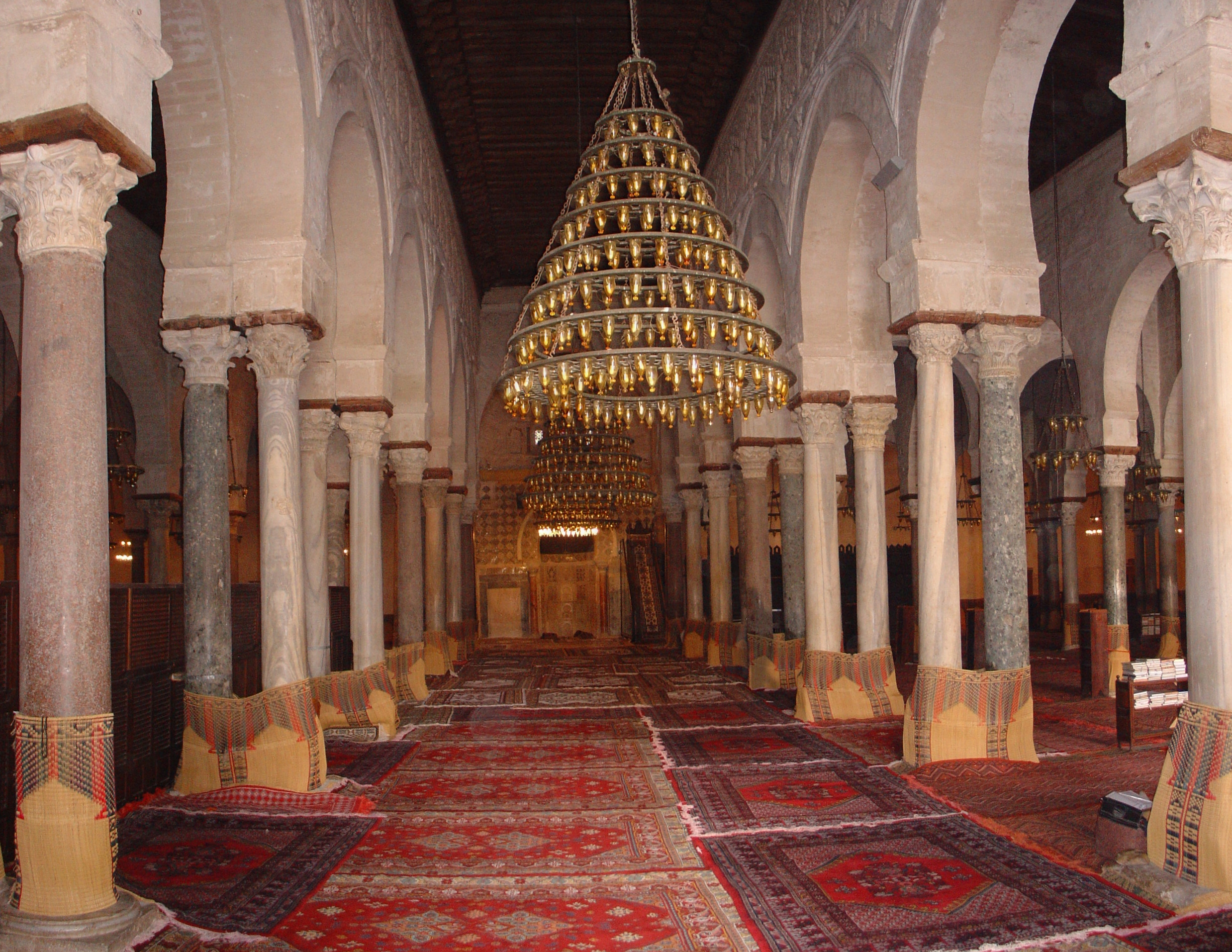
宗教里的祈祷大厅：凯万大清真寺（突尼斯）

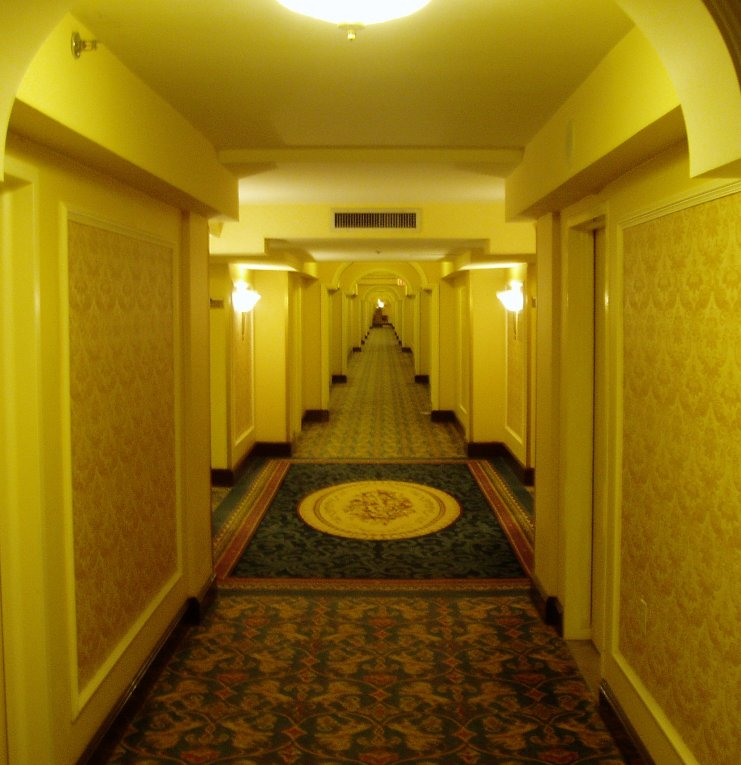
由大厅演化的大厅走廊：皇家约克酒店

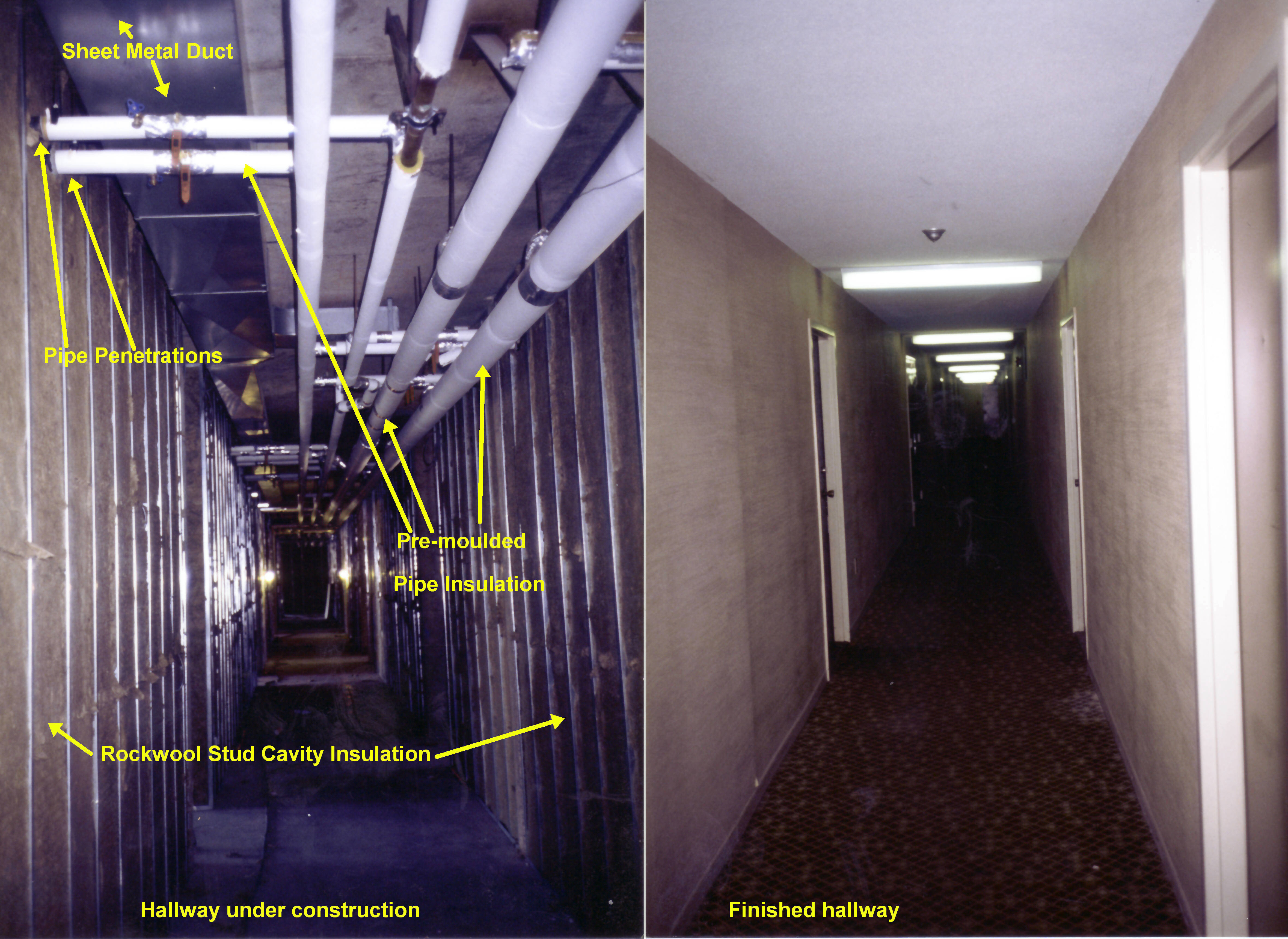
动工期间与竣工后的公寓长廊（加拿大）

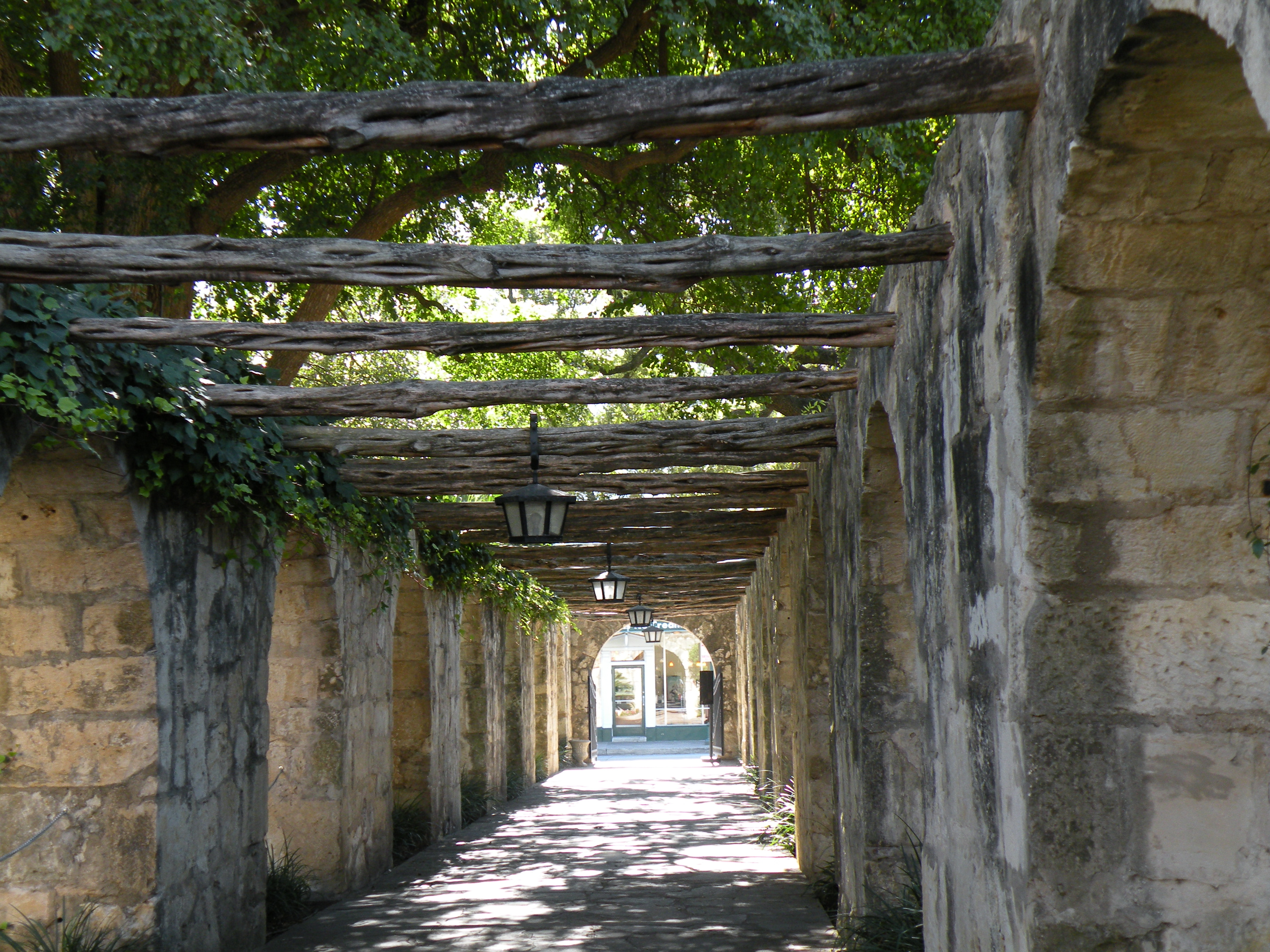
延伸：位于阿拉莫的室外长廊

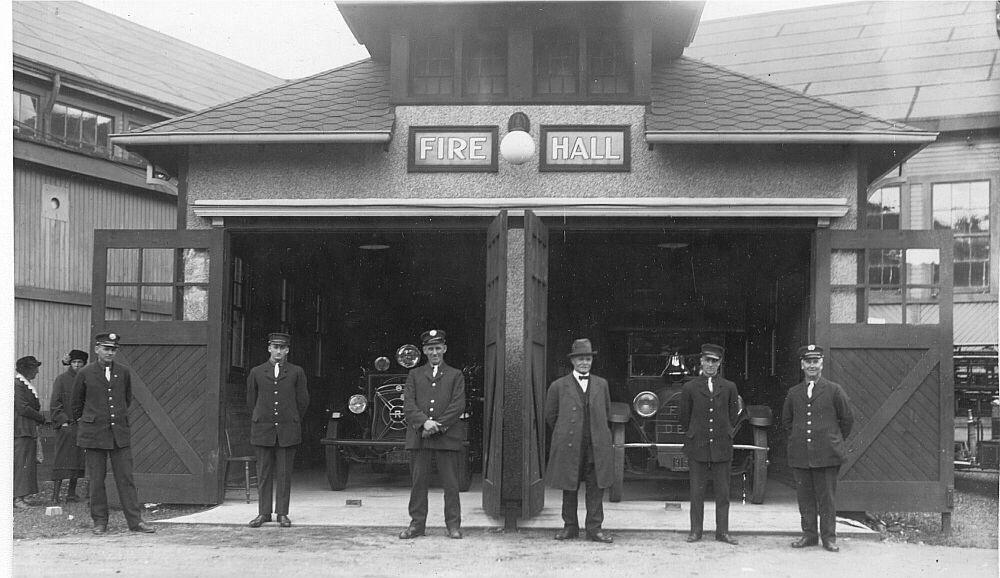
消防大厅（伦敦）

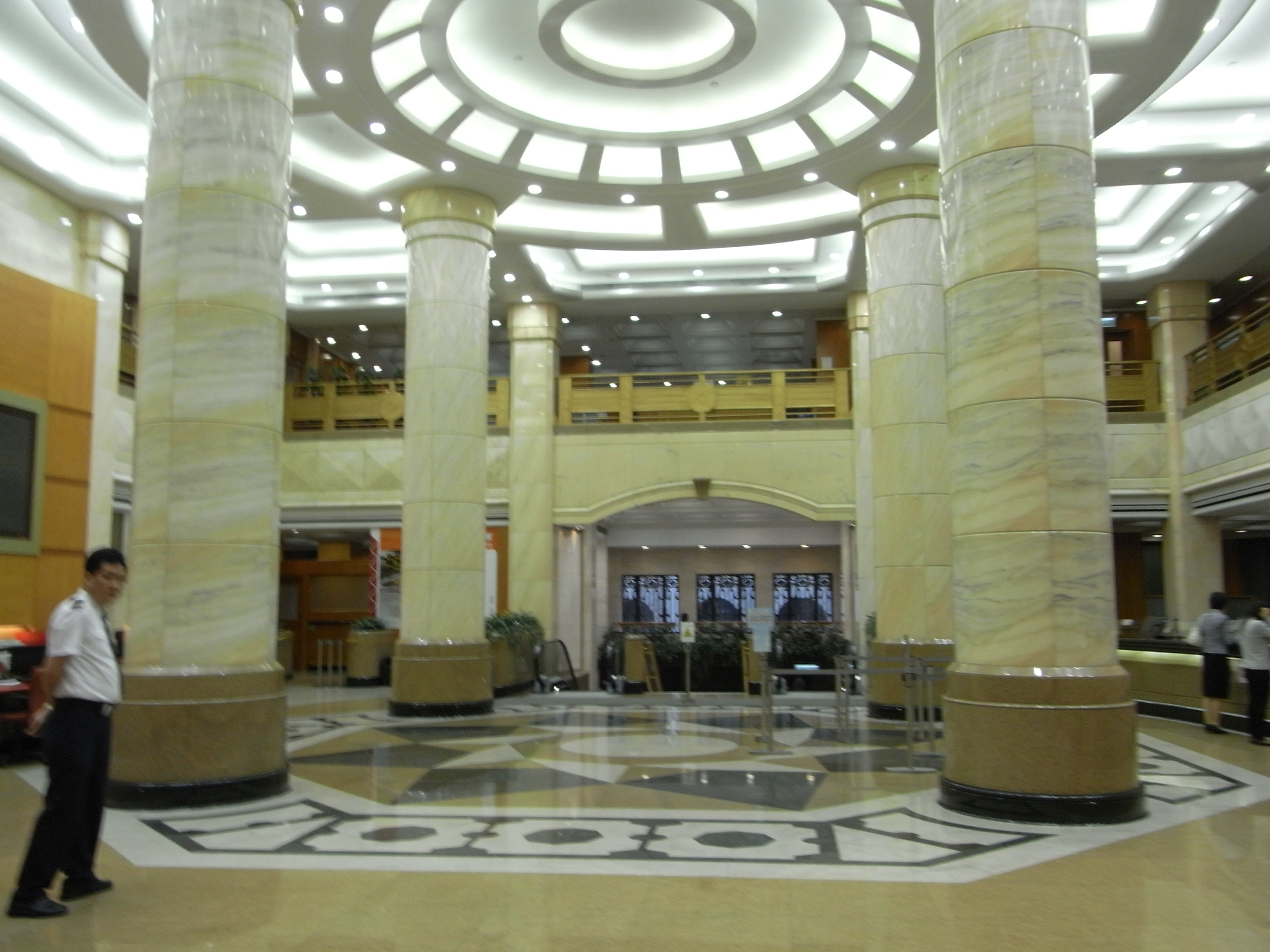
銀行大廳

大厅（Hall），简称“厅”，在建筑学指屋顶和四周墙壁环绕的空间。铁器时代时，领主和他的臣属就居住在这样一个简易的会议厅。后来大厅发展为分割房间与房间之间的长廊，通过他可以走到室内任何角落。

## 发展历史
最初作为厅房（hall house），見于英格兰、爱尔兰的乡间别墅，或专门展厅、庄园走廊。后来作为骑士厅，見于中世纪欧洲的城堡和庄园住宅。
中世纪起，大厅开始用作分割厨房、客厅等室内房间，成为走廊、长廊和过道。 现代建筑中常见的“厅室”结构（如一室一厅、两室一厅），成型于1620年至1860年间的英国和美国部分地区。

## 特征
包括学院和大学内的设施，会以“某某大厅”命名。常以建造者为名，例如剑桥大学的国王大厅。也有纪念某一人物的，例如牛津大学的玛格丽特夫人大厅、普林斯顿大学的纳索大厅。大厅有时也用作会餐地，例如牛津和剑桥。
对于公司和市政府，大厅即工作地和会议场所，例如市政廳。

## 类似建筑
- 礼堂
- 教堂
- 客厅
- 多功能大廳